# Sobótka (Bielsk)
Pour les articles homonymes, voir Sobótka.
Sobótka est un village de Pologne, situé dans la gmina de Bielsk Podlaski, dans le Powiat de Bielsk Podlaski, dans la voïvodie de Podlachie,.
Il est situé sur la rivière Orlanka, un affluent de la Narew.
Entre 1975 et 1998, le village était situé dans la province de Białystok.
Les fidèles catholiques romains appartiennent à la paroisse Notre-Dame du Mont-Carmel de Bielsk Podlaski.

## Source
- (en) Cet article est partiellement ou en totalité issu de l’article de Wikipédia en anglais intitulé « Sobótka, Podlaskie Voivodeship » (voir la liste des auteurs).